# Dhule (distrikt)

Distriktets läge i Maharashtra.

Dhule är ett distrikt i delstaten Maharashtra i västra Indien. Den administrativa huvudorten är Dhule. Befolkningen uppgick till 1 707 947 invånare vid folkräkningen 2001, på en yta av 8 063 kvadratkilometer.

## Administrativ indelning
Distriktet är indelat i fyra tehsil, vilket är en kommunliknande enhet:
- Dhule
- Sakri
- Shirpur
- Sindkhede

## Städer
Distriktet har tre städer:
- Dhule
- Dondaicha-Warwade
- Shirpur-Warwade